# Sylvia Ashton

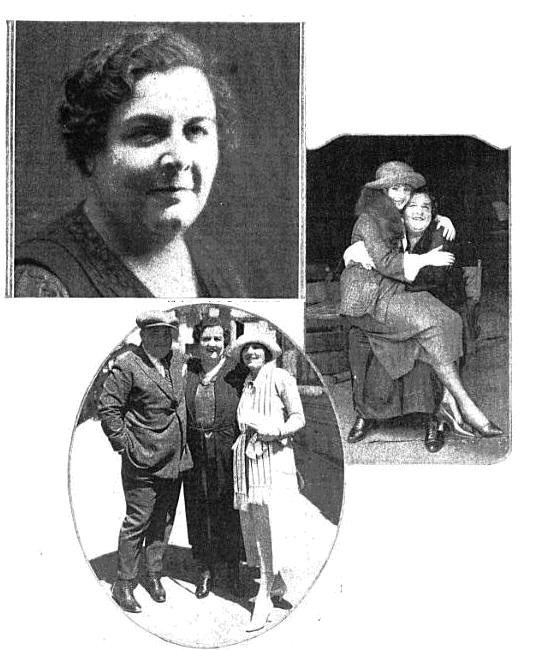
Sylvia Ashton, a la derecha con Betty Compson, y debajo con Walter Hiers y Leatrice Joy (Motion Picture Magazine – agosto de 1922)

Sylvia Ashton (26 de enero de 1880 – 17 de noviembre de 1940) fue una actriz cinematográfica  estadounidense, activa en la época del cine mudo. 

## Biografía
Nacida en Denver, Colorado, actuó en 134 filmes entre los años 1912 y 1929. Era corpulenta, y se parecía a Jane Darwell y, al igual que Darwell, hizo habitualmente papeles de madre y de abuela, aunque tuvo mayor fama que Darwell en el cine mudo, época en la que tenía entre los 30 y los 50 años de edad.
Durante años fue miembro regular de la compañía de actores de Cecil B. DeMille. Ella se retiró del cine casi inmediatamente tras la llegada del cine sonoro, siendo una de sus últimas películas la parcialmente sonora The Barker (1928).
Sylvia Ashton falleció en Los Ángeles, California, en 1940.

## Selección de su filmografía
- The Nick of Time Baby (1916)
- Matching Dreams (1916)
- Viviana (1916)
- A Sanitarium Scramble (1916)
- Haystacks and Steeples (1916)
- Whose Baby? (1917)
- Old Wives for New (1918)
- We Can't Have Everything (1918)
- A Pair of Silk Stockings (1918)
- Fuss and Feathers (1918)
- Don't Change Your Husband (1919)
- For Better, for Worse (1919)
- Jack Straw (1920)
- Mrs. Temple's Telegram (1920)
- Why Change Your Wife? (1920)
- Thou Art the Man (1920)
- The Soul of Youth (1920)
- Conrad in Quest of His Youth (1920)
- Sham (1921)
- Saturday Night (1922)
- For the Defense (1922)
- Our Leading Citizen (1922)
- While Satan Sleeps (1922)
- Manslaughter (1922)
- The White Flower (1923)
- Avaricia (1924)
- Cheating Cheaters (1927)
- The Barker (1928)
- Queen Kelly (1928)